# Astragalus zingeri
Astragalus zingeri är en ärtväxtart som beskrevs av Sergei Ivanovitsch Korshinsky. Astragalus zingeri ingår i släktet vedlar, och familjen ärtväxter. Inga underarter finns listade i Catalogue of Life.